# Нойдорф (Мальшвиц)
Но́йдорф или Но́ва-Вес (нем. Neudorf/Spree; в.-луж.  Nowa Wjes/Sprjewja) — деревня в Верхней Лужице, Германия. Входит в состав коммуны Мальшвиц района Баутцен в земле Саксония. Подчиняется административному округу Дрезден.

## География
Находится на правом берегу Шпрее примерно в 17 километрах северо-восточнее Баутцена. Через деревню проходит автомобильная дорога К 7211.
Соседние населённые пункты: на севере — деревня Вотпочинк, на юге — деревня Полпица и на северо-западе — деревня Лескей.

## История
Впервые упоминается в 1545 году под наименованием Klein Neundorff.
C 1957 по 1977 года входила в состав коммуны Лиске, с 1977 по 1994 года — в коммуну Халбендорф. С 1994 года входит в состав современной коммуны Мальшвиц.
В настоящее время деревня входит в состав культурно-территориальной автономии «Лужицкая поселенческая область», на территории которой действуют законодательные акты земель Саксонии и Бранденбурга, содействующие сохранению лужицких языков и культуры лужичан.
Исторические немецкие наименования
- Klein Neundorff, 1545
- Neudorff, 1658
- Neudorf, 1791
- Neudorf b. Bautzen, 1875

## Население
Официальным языком в населённом пункте, помимо немецкого, является также верхнелужицкий язык.
Согласно статистическому сочинению «Dodawki k statisticy a etnografiji łužickich Serbow» Арношта Муки в 1884 году в деревне проживало 182 человека (из них — 172 серболужичанина (81 %)).
Лужицкий демограф Арношт Черник в своём сочинении «Die Entwicklung der sorbischen Bevölkerung» указывает, что в 1956 году при общей численности в 330 человек серболужицкое население деревни составляло 37,3 % (из них верхнелужицким языком владело 103 взрослых и 20 несовершеннолетних).
| 1834 | 1871 | 1890 | 1910 | 1925 | 1939 | 1946 | 1950 | 1964 | 1990 | 2011 |
| ---- | ---- | ---- | ---- | ---- | ---- | ---- | ---- | ---- | ---- | ---- |
| 165  | 175  | 181  | 151  | 285  | 301  | 242  | 383  | 358  | 512  | 163  |